# St. Catharines Saints
St. Catharines Saints byl profesionální kanadský klub ledního hokeje, který sídlil v St. Catharines v provincii Ontario. V letech 1982–1986 působil v profesionální soutěži American Hockey League. Saints ve své poslední sezóně v AHL skončily v semifinále play-off. Své domácí zápasy odehrával v hale Gatorade Garden City Complex s kapacitou 3 145 diváků. Klubové barvy byly modrá a bílá.
Založen byl v roce 1982 po přestěhování New Brunswick Hawks do St. Catharines. Zanikl v roce 1986 přestěhováním do Newmarketu, kde byl založen tým Newmarket Saints. Klub byl během své existence farmou Toronta Maple Leafs.

## Umístění v jednotlivých sezonách
Stručný přehled
Zdroj: 
- 1982–1986: American Hockey League (Jižní divize)

Jednotlivé ročníky
Zdroj: 
Legenda: Z - zápasy, V - výhry, VP - výhry v prodloužení, R - remízy, P - porážky, PP - porážky v prodloužení, VG - vstřelené góly, OG - obdržené góly, +/- - rozdíl skóre, B - body, fialové podbarvení - reorganizace, změna skupiny či soutěže
| USA / Kanada (1982 – 1986) |                    |        |    |    |    |   |    |    |     |     |      |    |        |             |
| Sezóny                     | Liga               | Úroveň | Z  | V  | VP | R | PP | P  | VG  | OG  | +/-  | B  | Pozice | Play-off    |
| 1982/83                    | AHL (Jižní divize) | 2      | 80 | 33 | –  | 6 | –  | 41 | 335 | 368 | -33  | 72 | 6.     | –           |
| 1983/84                    | AHL (Jižní divize) | 2      | 80 | 43 | –  | 6 | –  | 31 | 364 | 346 | +18  | 92 | 3.     | Čtvrtfinále |
| 1984/85                    | AHL (Jižní divize) | 2      | 80 | 24 | –  | 6 | –  | 50 | 272 | 391 | -119 | 54 | 7.     | –           |
| 1985/86                    | AHL (Jižní divize) | 2      | 80 | 38 | –  | 5 | –  | 37 | 304 | 308 | -4   | 81 | 3.     | Semifinále  |